# Muratello
Muratello est un village rattaché à la commune de Porto-Vecchio, en Corse-du-Sud. Il est situé au cœur de la microrégion du Freto, qui occupe l'extrémité méridionale de l'île.

## Géographie

### Situation
Muratello est situé à 8 kilomètres (par la route) à l'ouest du centre-ville de Porto-Vecchio et à environ 60 mètres d'altitude. Avec ses hameaux, il occupe tout l'arrière-pays de Porto-Vecchio jusqu'au pied des massifs de l'Ospedale et de la Cagna.

### Accès
Le village est traversé par la route départementale D159 qui relie Porto-Vecchio à la route du col de Bacinu.

## Urbanisme
Avec ses 2 000 habitants, tous hameaux confondus, son groupe scolaire de huit classes, sa salle des fêtes, son église Saint-Joseph, sa Poste et sa mairie annexe, son centre aéré et son épicerie sociale, Muratello a tout d'une commune autonome. Pourtant, ce n'est qu'un village de la commune de Porto-Vecchio.
Sont rattachés à ce gros bourg de nombreux hameaux historiques comme Bala, Alzu di Gallina, Cipponu, Mucchjitonu, Mela, Pascialella ou Furconu. D'autres quartiers se sont développés ces dernières années à Piattamonu ou à Cinquinu.

## Histoire
Muratello et ses hameaux auraient été fondés à la fin du XVIIIe siècle. À cette époque, et jusqu'à l'après-guerre, son économie était basée sur une agriculture vivrière, l'exploitation des oliviers et des chênes lièges, le petit artisanat lié à la vie rurale et l'élevage des vaches, brebis, chèvres et cochons. Cet arrière-pays était en quelque sorte le « garde-manger » de la cité de Porto-Vecchio.

## Activités

### Randonnée
Le parcours de randonnée Mare a mare sud traverse les hameaux d'Alzu di Gallina et de Nota.